# Altamiro Carrilho
Altamiro Aquino Carrilho (Santo Antônio de Pádua, 21 de dezembro de 1924 — Rio de Janeiro, 15 de agosto de 2012) foi um compositor e flautista brasileiro.
Altamiro gravou mais de cem discos, compôs cerca de duzentas canções, tendo se apresentado em mais de quarenta países difundindo o Choro brasileiro. É o flautista com maior número de gravações registradas na história do disco no Brasil, além de ser considerado por críticos e especialistas da área, como um dos maiores flautistas da história do instrumento.
Era considerado pelo flautista francês Jean Pierre Rampal como o melhor flautista do mundo.

## Biografia
Altamiro Aquino Carrilho é um dos oito filhos de Lyra de Aquino Carrilho e do cirurgião dentista Octacilio Gonçalves Carrilho.
Um de seus irmãos, Álvaro Carrilho, era também flautista. Sua mãe foi batizada de Lyra devido ao fato de seu avô materno, Carlos Manso de Aquino, ser muito apaixonado por música. Aos onze anos de idade já integrava a banda Lira Árion tocando Tarol. Estreou em disco em 1943, participando da gravação de Moreira da Silva em formato 78 rpm, na Odeon.
Altamiro gravou seu primeiro choro em 1949, "Flauteando na Chacrinha" e em 1950 formou seu próprio conjunto na Rádio Guanabara. Em 1958 recebe o troféu Microfone de Ouro instituído pela revista radiolândia. Em 1997 seu disco "Flauta Maravilhosa" recebe o prêmio Sharp de melhor álbum instrumental.

## Discografia
- Juntos (2002) (participação/Dois no Choro, EUA)
- Millenium (2000)
- Flauta Maravilhosa (1996)
- Brasil Musical - Série Música Viva - Altamiro Carrilho e Artur Moreira Lima (1996)
- Instrumental No CCBB- Altamiro Carrilho e Ulisses Rocha (1993)
- Cinquenta anos de Chorinho (1990)
- Bem Brasil (1983)
- Clássicos em Choro Vol. 2 (1980)
- Clássicos em Choro (1979)
- Altamiro Carrilho (1978)
- Antologia da Flauta (1977)
- Antologia do Chorinho Vol. 2 (1977)
- Antologia da Canção Junina (1976)
- Antologia do Chorinho (1975)
- Pixinguinha, de Novo - Altamiro Carrilho e Carlos Poyares (1975)
- A flauta de prata e o bandolim de ouro - Altamiro Carrilho e Niquinho (1972)
- A furiosa ataca o sucesso (1972)
- Dois bicudos (1966)
- Altamiro Carrilho e sua bandinha no Largo da Matriz (1966)
- A banda é o sucesso (1966)
- Choros imortais nº 2 (1965)
- Uma flauta em serenata (1965)
- Altamiro Carrilho e sua bandinha nas Festas Juninas (1964)
- No mundo encantado das flautas de Altamiro Carrilho (1964)
- Choros imortais (1964)
- Recordar é Viver Nº 2(1963)
- Bossa Nova in Rio (1963)
- Recordar é Viver nº 3 (1963)
- A Bandinha viaja pelo Norte (1962)
- Vai Da Valsa (1961)
- Desfile de Sucessos (1961)
- O melhor para dançar - Flauta e Órgão (1961)
- Era só o que flautava (1960)
- A bordo do Vera Cruz (1960)
- Parada de Sucessos (1960)
- Chorinhos em desfile (1959)
- Dobrados em desfile (1959)
- Boleros em desfile nº 2 (1959)
- Altamiro Carrilho e sua bandinha na TV - nº 2 (1958)
- Homenagem ao Rei Momo (1958)
- Boleros em Desfile (1958)
- Enquanto houver amor (1958)
- Recordar é viver (1958)
- Revivendo Pattápio (1957)
- Altamiro Carrilho e sua flauta azul (1957)
- Ouvindo Altamiro Carrilho (1957)
- Natal (1957)
- Altamiro Carrilho e sua bandinha na TV (1957)